# Bandar Sharahili
Bandar Yahya al-Sharahili (arabisch بندر يحيى شراحيلي, DMG Bandar Yaḥyā Šarāḥīlī; * 6. März 1987) ist ein ehemaliger saudischer Hürdenläufer, der sich auf die 400-Meter-Distanz spezialisiert hat.

## Sportliche Laufbahn
Erste internationale Erfahrungen sammelte Bandar Sharahili im Jahr 2003, als er bei den Jugendweltmeisterschaften im kanadischen Sherbrooke in 52,67 s den achten Platz über 400 m Hürden belegte. Im Jahr darauf gelangte er bei den Juniorenweltmeisterschaften in Grosseto bis ins Halbfinale und schied dort mit 51,92 s aus. 2005 belegte er bei den Asienmeisterschaften in Incheon in 52,13 s den sechsten Platz und gewann anschließend bei den Arabischen Meisterschaften in Radès in 52,12 s die Bronzemedaille hinter den Tunesiern Kamel Tabbal und Laroussi Titi. Zudem siegte er dort in 3:05,77 min in der saudi-arabischen 4-mal-400-Meter-Staffel. Daraufhin startete er bei den Westasienspielen in Doha und gewann dort in 51,96 s die Silbermedaille hinter dem Katari Mubarak al-Nubi und mit der Staffel sicherte er sich in 3:14,36 min ebenfalls die Silbermedaille hinter dem katarischen Team. 2006 siegte er in 51,23 s bei den Juniorenasienmeisterschaften in Macau über die Hürden und sicherte sich im Staffelbewerb in 3:11,46 min die Silbermedaille. Anschließend gewann er bei den Juniorenweltmeisterschaften in Peking in 50,34 s die Silbermedaille und wurde mit der Staffel im Vorlauf disqualifiziert. Anschließend gelangte er bei den Asienspielen in Doha nach 67,94 s auf Rang sieben. 2007 wurde er bei den Arabischen Meisterschaften in Amman in 52,53 s Vierter, wie auch bei den Panarabischen Spielen in Kairo in 51,91 s. 2009 siegte er in 49,43 s bei den Arabischen Meisterschaften in Damaskus und siegte in 3:06,90 min auch in der 4-mal-400-Meter-Staffel. Kurz darauf siegte er in 3:10,31 min gemeinsam mit Youssef Masrahi, Ismail al-Sabiani und Hamed Hamadan al-Bishi in der 4-mal-400-Meter-Staffel und daraufhin klassierte er sich bei den Asienmeisterschaften in Guangzhou mit 50,24 s und 3:06,95 min jeweils auf dem vierten Platz über die Hürden sowie im Staffelbewerb. Im Jahr darauf nahm er erneut an den Asienspielen ebendort teil und gewann dort in 50,29 s die Silbermedaille hinter dem Inder Joseph Abraham. 2011 konnte er seinen Vorlauf bei den Militärweltspielen in Rio de Janeiro nicht beenden und anschließend siegte er in 50,63 s bei den Panarabischen Spielen in Doha. 2013 bestritt er in Rheinau-Freistett seinen letzten Wettkampf und beendete daraufhin seine aktive sportliche Karriere im Alter von 26 Jahren.

## Persönliche Bestzeiten
- 400 Meter: 48,08 s, 16. April 2008 in Riad
- 400 m Hürden: 49,43 s, 9. Oktober 2009 in Damaskus